# À l'horizontale
 (avril 2017).
Si vous disposez d'ouvrages ou d'articles de référence ou si vous connaissez des sites web de qualité traitant du thème abordé ici, merci de compléter l'article en donnant les références utiles à sa vérifiabilité et en les liant à la section « Notes et références ».
Singles de Keen'v
Le Son qui bam bam
(2008)
À l'horizontale est le premier single de l'album Phenom'N du chanteur Keen'v sorti le 6 novembre 2008.

## Histoire
Encore inconnu dans le monde de la musique avant la fin de l'année 2008, le chanteur Keen'V se fait connaître en France grâce à ce titre sur Internet et en discothèque.
Il est composé par Fabrice Vanvert, Zonne.L et Keen'V.
Le clip est sorti le 6 novembre 2008 sur YouTube.